# 가면라이더 슈퍼1
가면라이더 슈퍼1(일본어: 仮面ライダースーパー1 카멘라이다 수파완[*], 영어: Kamen Rider super-1)는 1980년 10월 17일부터 1981년 10월 3일까지 TBS계열로 매주 토요일 17:00 - 17:30(JST)에 전 48화가 방송된 토에이 제작의 특수 촬영 TV프로 및 작중으로 주인공이 변신하는 히어로의 7번째 가면라이더 시리즈다.

## 스토리
미국의 국제 우주 개발 연구소에서, 우주 개발을 향한 꿈에 정열을 불태우는 젊은 연구자 · 오키 카즈야는, 스스로 지원해 혹성 개발용 개조 인간 · 코드 네임 「슈퍼 1」으로 개조되었다.
하지만, 슈퍼 1의 존재를 안 암흑 국가 「도그마 왕국」은, 슈퍼 1의 인도를 요구했다. 이것을 거절한 연구소는, 도그마 괴인 파이어 콩(=고릴라)에게 습격당해 전멸했다. 살아 남은 카즈야는 도그마와 싸우는 일을 결의하지만, 그는 아직 자력으로 변신할 수가 할 수 없었다.
카즈야는 변신의 비법을 얻기 위해 일본으로 귀국하고, 적심사의 문을 두드려, 적심소림권을 배우고 심신을 단련한다. 그리고 반년 후, 지옥 훈련에 의해서 변신의 비법을 체득한 카즈야는 슈퍼 1으로 변신해, 도그마의 괴인들에게 맞선다.

## 작품해설
가면라이더 시리즈 사상 평균 36.8%의 높은 시청률을 기록한 쇼와 라이더 시리즈 최고의 작품으로 주인공의 밝은 성격 및 각 화마다 보이는 수준 높은 무술연기의 연출이 심도 있게 그려져서 V3이후로 많은 매니아들을 확보한 작품이기도 하다. 우주평화와 지구의 희망을 지키기 위한 주인공의 진지한 일념도 아이들의 크게 작용한것도 더욱 더 큰 인기를 얻게 되었다. 이것은 당시의 사회분위기에도 크게 작용하여 올드 팬층에서도 지금도 계속하여 크게 지지도가 높으며 많은 주목을 받은 폭넓은 작품이라고 할 수 있겠다.

## 등장인물
미국 국제 우주 개발 연구소에 근무하는 과학자. 일찍 부모님을 여의고, 연구소의 소장 헨리 박사에게 키워졌다. 혹성 개발용 개조 인간의 피험자에 지원하고, 그 제1호가 되었다. 결과적으로, 평화적 이용의 목적으로 개조된 유일한 가면라이더라는 것이 된다. 「슈퍼 1」이란 이 때에 주어진 코드 네임이다. 도그마의 습격으로 연구소가 괴멸당했기 때문에, 본래 외부의 컴퓨터로부터의 변신 커맨드로만 변신 가능한 카즈야는 슈퍼 1이 될 방법을 잃어 버린다. 그러나, 비권 · 적심소림권의 수행을 쌓아, 적심소림권으로부터 얻은 호흡법을 이용해, 스스로의 의사로 변신을 할 수 있게 되었다. 도그마의 괴인을 쓰러뜨린 슈퍼 1에게, 마침 그곳에 있던 타니 겐지로가 가면라이더의 이름을 주었다.
.「오키 카즈야」는 청년 과학자라는 것으로 설정 연령 27세로 조금 조금 많게 되어있다(혼고 타케시나 카자미 시로도 대학생이 아니고 연구원으로서 대학원생이라고 하는 설정도 당초에 있어서, 후지오카 히로시의 실제 연령에 맞춘 25세로 되어있다는 설도 있다. 23세라는 설정은 아동잡지 등에 의한 것).
타니 모터샵이 있는 마을의 지하에 비밀 기지를 가지고 있어서 거기에 있는 체크 머신으로 점검한다. 체크 머신은 팔각형의 투시 장치로 카즈야의 내부 메카를 체크하고, 고장난 부위가 있으면 광선으로 수리하지만, 데미지를 받은 부분에 따라서는 빨리 고쳐지지 않는 경우도 있다.
적심사의 관계자와 타니 겐지로는 카즈야가 슈퍼 1인 것을 알고 있지만, 타니 모터샵의 일행들에게는 진 도그마와의 최종 결전 전까지 정체를 숨기고 있었다.
「가면라이더 ZX」와 「가면라이더 BLACK RX」, 「극장판 가면라이더 디케이드 올 라이더 대 대쇼커」,「가면라이더×가면라이더 W & 디케이드 무비대전 2010」에 객원 출연했지만, 오키 카즈야로서의 등장은 ZX만.
- 타니 겐지로

스카이 라이더와 함께 네오 쇼커와 싸운 인물. 네오 쇼커와의 싸움이 끝나고 나서는 「타니 모터샵」의 점장으로서 평화롭게 보내고 있었지만, 지인 헨리 박사로부터 카즈야를 부탁받아 반년 후의 카즈야와의 만남을 계기로 도그마, 진 도그마와 싸운다. 젊은 시절에 카즈야의 부모님에게 신세를 져, 카즈야를 진짜의 아들과 같이 지켜보고 있다.
- 코즈카 마사오 / 쵸

타니 모터샵의 점원. 타니나 하루미와 함께 카즈야를 서포트하지만, 적에게 잡히는 일도 많다. 실은 옛날은 뒷 세계에서도 유명한 대도둑으로, 몸의 관절을 자유자재로 빼, 좁은 장소에 비집고 들어갈 수 있다. 이 특기 때문에 44화에서는 진 도그마에게 세뇌되어 로켓 연료의 강탈에 이용당하게 되었다.
- 쿠사나미 하루미

타니 모터샵의 점원. 카즈야에 마음을 두고 있어, 그에게 협력해 도그마, 진 도그마와 싸운다. 후에 주니어 라이더대의 대장이 되어, 대의 지휘를 한다.
- 쿠사나미 료

하루미의 남동생. 정의감이 강한 소년. 카즈야를 존경하고 있어, 그로부터 권법을 배우고 있다. 24화에서 키타니 교수를 진 도그마가 가로챘을 때 하루미와 다이스케 일행과 함께 미행, 구출에 도움이 되고, 답례로 동행한 친구의 몫도 함께 교수로부터 자전거를 받는다. 이 때 주니어 라이더대의 결성을 발안, 대의 중심적 존재가 된다.
- 겐카이(현해) 노사

적심소림권의 최고 사범으로서, 카즈야의 권법의 스승인 선승. 노년이지만 권법의 실력은 카즈야를 웃돌고 있고, 극장판에서는 그 호권으로 괴인 스트롱 베어를 쓰러뜨렸다. 23화에서 카이저 크로우의 공격을 받아 사망. 하지만, 카이저 크로우의 약점을 간파해, 카즈야에게 전했다.
- 벤케이

겐카이의 수제자인 거인. 카즈야를 남동생처럼 생각하지만, 권법가로서 마음을 독하게 먹고, 그를 엄격하게 단련시킨다. 23화로 테라마크로 친위대가 발사한 화살을 맞아 절명.
- 헨리 박사

1화만 등장. 국제 우주 개발 연구소의 소장으로, 카즈야의 양아버지. 카즈야와 같이 우주 개발을 인류 전체의 꿈이라고 생각하고 있어 그를 슈퍼 1으로 개조했다. 그러나 도그마의 협력을 거절했기 때문에, 괴인 파이어 콩에게 살해당해버렸다.
- 미즈누마 마사코

24화부터 등장. 하루미의 친구로 자원봉사 활동을 하고 있었다. 진 도그마가 일으킨 사건에 말려들고 나서는, 주니어 라이더대의 부대장 겸 통신계로서 일하고 있다.
- 아키누마 다이스케

24화부터 등장. 료의 친구로, 그가 발안한 주니어 라이더대의 일원이 된다. 대에서 가장 거인. 주니어 라이더대의 대원은 전원 슈퍼 1의 얼굴을 본뜬 은빛의 헬멧과 팬던트를 착용하고 있고, 붉은 자전거를 타고 행동한다.
- 마츠오카 시게루

24화부터 등장. 주니어 라이더대의 일원. 마른 체형으로, 통칭은 「홀쭉이(やせ)」.
- 무라야마 마모루

24화부터 등장. 주니어 라이더대의 일원. 말수가 적고 냉정.
- 타나카 타케시

24화부터 등장. 주니어 라이더대의 일원. 심약하고, 경박한 녀석.
- 이시카와 미치루

24화부터 등장. 주니어 라이더대의 홍일점으로, 기가 센 소녀. 여성용의 노란 자전거를 타고 있다.
- 이시카와 마사루

24화부터 등장. 미치루의 남동생으로 주니어 라이더대의 최연소 대원(그가 타고 있는 자전거만 보조 바퀴가 붙어 있다). 료 일행에게서는 「꼬마」라고 불리고 있다. 어린이다운 제멋대로인 성격으로 트러블을 일으키는 경우도 많지만, 그의 행동이 사건 해결에 연결되는 경우도 많다.
※8인 라이더
전작 「가면라이더(스카이 라이더)」까지 등장한, 역대의 가면라이더들. 네오 쇼커 괴멸과 동시에 소식이 끊겼었지만, 도그마의 지옥곡 오인방과 재생 괴인 군단을 사용한 공격에 따라 해외에서 귀국해, 슈퍼 1과 공투한다. 출연자의 형편상, 슈트 액터의 연기와 애프터 레코딩에 의한 등장이었지만, V3만 본모습인 카자미 시로를 연기한 미야우치 히로시가 소리를 담당했다.
당시의 아동을 위한 무크에서는, 네오 쇼커 대수령을 우주에서 폭파시킨 후 텔레파시로 서로 연락해, 인공위성을 기지로 삼아 지구로의 생환을 완수했다고 한다. 또 타니는 텔레비전판에서 슈퍼 1의 싸움을 처음으로 목격했을 때, 「아이들이 사랑한 가면라이더의 환생이 틀림없다」라고 평했지만, 극장판 라스트에 8인 라이더의 모습을 보았을 때에 생존 자체에 놀라는 모습은 전무였던 것으로부터, 텔레비전판 제2화 이후부터 극장판까지의 사이에 귀환해, 관계자에게 정보가 전해진 것으로 추측된다.
본작에서의 역대의 가면라이더 8인의 객원 출연은, 극장판 뿐이다.

## 가면라이더
변신 코드는 「변신!!」. 권법의 발경을 베이스로 한 포즈로 변신한다. 혹성 개발용으로서 체내에 중력 제어장치를 가지고 있어, 이 기능으로 점프력은 측정 불능(중력 제어장치를 이용하지 않는 경우는 100m). 개조에 의한 기계 부분은 전신의 7할이다. 역대 라이더와 달리 에너지를 만드는 주기관은 체내의 원자로(핵융합로라고 하는 자료도 존재)로 벨트의 풍차 「싸이클로드」는 보조 기관에 지나지 않는다. 우주 공간에서는 체내열을 보내는 전도체가 존재하지 않기 때문에, 배열에 매우 신경을 쓴 설계가 되어있다. 토해낸 숨을 재생 이용하는 순환형 산소봄베로 1개월의 연속 우주 활동이 가능.

## 무장,기술
- 파이브 핸드

원래는 혹성 개발용 툴로서 개발된 슈퍼 1의 특수 장비. 그 이름과 같이 5종류의 팔(팔꿈치부터 아래의 장갑 부분)을 환장해, 무기로서 사용.「체인지 · 00핸드!!」의 구령과 벨트의 스위치로 한순간에 교환된다.
또한, 제21화에서, 괴인 바친갈(=말벌)에게 파워 핸드, 일렉 핸드, 냉열 핸드를 각각 빼앗기는 묘사가 있어, 형태변화가 아니라 교환 탈착 방식인 것이 영상화되었다.
- 슈퍼 핸드

변신시에 통상 장비하고 있는 은색의 팔. 격투전에 가장 적합하다.
- 파워 핸드

( 제1, 3, 4, 8, 10, 12, 16, 21, 24, 25, 27, 28, 34 - 36, 44, 46, 48화)
50톤의 물체의 낙하를 받아멈추고, 오히려더 되던질 수가 있는 괴력을 발한다. 색은 적.
- 일렉 핸드

( 제1 - 3, 5, 9, 11, 13, 14, 16 - 19, 21 - 24, 26, 28 - 31, 33 - 36, 39 - 41, 44, 46, 47화, 극장판)
3억 볼트의 일렉 광선(호칭은 제21화부터)을 발사하는 파란 팔. 연속 발사도 가능. 제47화에서는 황금병의 정화 광선을 발사.
- 냉열 핸드

( 제1, 2, 6 - 15, 18, 20, 21, 23 - 25, 30 - 32, 36 - 38, 40, 42, 43, 46화, 극장판)
(초고화염만, 제6, 7, 12, 15, 25, 32, 36, 38화)
(냉동 가스만, 제8 - 11, 13, 14, 18, 20, 30, 31, 40, 42화)
오른 팔에서는 초고온화염, 왼팔에서는 냉동 가스를 발사하는 녹색의 팔. 그러나 「가면라이더 BLACK RX」의 객원 출연에서는 오른 팔로부터 냉동 가스를 발사하고 있다.
- 레이다 핸드

( 제1, 6(고장), 9, 15 - 17, 21, 24, 45, 47화, 극장판)
팔에 장착된 레이다 아이를 사출해, 반경 10km이내의 상태를 조사할 수 있는 금색의 팔. 레이다 아이는 미사일로도 사용 가능하고, 21화에서는 바친갈을 쓰러뜨리는 계기를 만들어, 47화에서는 골드 고스트(유령 박사)에게 치명상을 주었다.
- 필살기

- - 슈퍼 라이더 월면 킥

공중에서 일정한 자세를 취하고, 그 후에 공중을 날아다니다 한순간의 틈을 찔러 킥을 먹인다. 가장 다용된 필살기로, 카이저 크로우(제왕 테라마크로)를 쓰러뜨린 기술이기도 하다.
- - 슈퍼 라이더 섬광 킥

공중에서 일정한 자세를 취하고, 그 후 초고속의 킥을 날린다. 사신 버팔로(메가르 장군)를 쓰러뜨린 기술이기도 하다. 덧붙여 바리에이션으로서 섬광 킥이나 슈퍼 라이더 번개 섬광 킥도 존재한다. 슈퍼 섬광 킥이라고 호칭된 적도 있다.
- - 슈퍼 라이더 선풍 킥

슈퍼 라이더 섬광 킥과 같은 요령이지만, 상대에게는 슈퍼 1의 모습이 흔들려 보이는 것 같다. 단 한 번, 선풍 슈퍼 킥이라고 호칭되었다. 처음으로 괴인을 쓰러뜨린 기술이다.
- - 슈퍼 라이더 매화 2단 차기

매화의 자세를 습득한 슈퍼 1이, 교스토마(=피라니아)와 재전했을 때에 사용한 기술. 공중에서 일정한 자세를 취하고 그 다음에 전방 공중 회전을 몇차례 하고 나서 2단 차기를 먹인다.
- - 슈퍼 라이더 일륜(태양) 킥

공중에서 일정한 자세를 취한 후, 두부에 삼단 차기를 넣고, 거기에 배면 점프를 하고 나서 마무리 킥을 먹인다.
- - 슈퍼 라이더 십자 회전 킥

공중에서 일정한 자세를 취하고, 그 후 대(大)자가 되어, 전방 공중 회전하고 나서 킥을 먹이는 기술.
- - 슈퍼 라이더 선풍 2단 차기

- - 슈퍼 라이더 번개 선풍 킥

슈퍼 라이더 선풍 킥의 강화 버전.
- - 슈퍼 라이더 반전 삼단 킥

공중에서 일정한 자세를 취하고, 그 다음에 양발 킥, 거기에 배면 점프로 반전, 삼단 차기를 먹인다.
- - 슈퍼 라이더 수평선 킥

회전계의 차기가 아니라 일직선을 꿰뚫는 킥.
- - 슈퍼 라이더 천공 연속 킥

- - 적심소림권 제수타

적의 두부를 끼워넣듯이 양측 두부에 수도를 퍼붓는다. 극장작품에서 사용. 적심소림권은「매화 꽃」을 베이스로 한 권법으로 변슨 포즈의 마무리(決め手)에 행해지는 형태는 「매화 꽃」을 가리키고 있다.
- - 적심소림권 합장

합장해 정신 통일에 의해 적의 환술을 깨거나 분신의 술을 사용하는 상대의 본체를 간파하는 기술. 기능적으로는 스트롱거의 「카부토 캐쳐」와 동등하지만, 내부 기능은 아니고 오키 카즈야(슈퍼 1)의 정신이 좌우한다.

## 전용 머신
- V 머신 / V 제트

카즈야의 애용 머신. 원래는 헨리 박사가 개발한 혹성 개발용 머신으로, 마이크로 솔러 시스템 엔진을 동력원으로 하고 있어, 10 km앞까지 보이는 파워 서쳐를 장비하고 있다. 스위치를 넣으면 제트 추진 장치나 안정날개가 전개해 고속 주행 형태인 V 제트로 변형한다. V 제트의 최고 시속은 1020km. 온 로드에서의 주행이 장기라 정찰이나 적의 추적에 사용된다. 고속으로 주행할 수 있는 반면, 험로에는 약하고, 전투에는 사용되지 않았다.
당초에는 V 제트의 호칭은 없었지만, 변형 후를 구별하기 위해서 아동 잡지가 명명한 것이 정식명칭이 되었다.
베이스 차는 할리 데이비슨 FLH Classic80.1980년을 기념해 만들어진 80 입방 인치(1340cc) 모델로, V 제트의 최고속도는 이 배기량에서 가져왔다. 차량 본체의 배터리로 V 제트 변형을 위한 모터도 기동하고 있었기 때문에, 종종 배터리 방전을 일으키고, 또, 그 중장비(모터를 포함한 차중은 450kg 이상) 때문에, 옮기다 파손하는 등 운용성은 높지 않았다고 한다.
만화 「가면라이더 SPIRITS」에서는, 혹성 개발용으로 만들어졌다는 설정에 따라, 슈퍼 1이 V 제트(V 머신)를 사용해 우주 공간에서 컨테이너를 옮기면서 비행하는 씬이 있다. 그 후 V 제트는 제1부 종반에 달표면상에 버려지지만, 제3부에서 달표면에 남겨진 ZX가 지구상의 슈퍼 1으로부터 원격 조작 되는 V 제트를 타고 달표면으로부터 탈출, 싸움에 복귀했다.
- 블루 버전

카즈야의 또 하나의 애용 머신. V 제트와 같이 원래는 혹성 개발용으로 만들어진 것으로, 그 이름대로 푸른 차체를 하고 있다. 최고 시속은 800km. 동력은 원자력 엔진. 평상시는 지하 기지에서 대기하고 있고, 차체 후부의 안테나로 슈퍼 1이 내는 지령 전파를 받아, 어디든지 달려온다. 오프 로드용의 머신으로 V 제트보다 스피드는 떨어지지만, 험로에는 강하고, 전투에서도 활약한다. 10km앞까지 비출 수 있는 헤드라이트가 장비되어 있다.
촬영용 차량은 스즈키의 모터크로서 RM250(일부 자료에는 수출용 허슬러라고 쓰여져 있지만 잘못된 정보) 80년형. 서스펜션을 환장하고 있어 주행 성능이 높고, 엔딩에서 보여지듯이 특히 점프력이 뛰어나 수평 40m, 높이는 빌딩의 2층 정도까지 뛸 수 있었다고 한다.
반면, 「차고가 높기 때문에 취급하기 어렵다」라는 소리가 나왔기 때문에(실제로 1대 옮기다가 대파되었다), 22화부터 SP370(전작의 스카이 터보의 베이스와 같은 시판 오프 로드차. 스카이 터보 3대 중 1대를 개량해 만들어졌다)로 변경되고 있다. 외장에서는 프론트 카울 내의 메카가 생략 되어 있거나, 프론트의 V 마크가 빨강이다, 또 스윙 암의 형상이나 서스펜션의 설치 위치로부터 다른 차량인 것을 판단할 수 있다.
만화 「가면 라이더 SPIRITS」에서는, 혹성 개발용으로 만들어졌다고 하는 설정에 따라, 슈퍼 1이 블루 버전을 몰아 우주 공간을 비행하는 씬이 있다.

## 적 조직
※도그마 왕국
네오 쇼커 괴멸 후에 B26 암흑 성운에서 나타난 제왕 테라 마크로가 통솔하는 어둠의 왕국. 동식물이 모티프면서 기계적인 외관을 가지는 개조 인간을 가지고 있다. 조직의 구성원은 「도그마 권법」(극장판의 지옥곡 오인방은 「지옥곡 권법」을 사용한다)으로 불리는 독자적인 격투방법을 습득하고, 권법가나 닌자, 복서 등의 무술가를 개조한 괴인도 많다. 더욱이 데스트론 괴인과 같은 기기의 능력을 겸비하는 괴인(「일렉 바스(=문어)」나 「카세트 고모루(=카세트&박쥐)」, 「츠타덴마(=담쟁이덩굴&전화)」)이나 공상 상의 동물을 모티프로 한 괴인(도깨비인 오니멘고와 용인 얏타라다마스) 등, 네오 쇼커 괴인보다 다채로운 멤버가 모여 있다. 또, 그 조직 형태는 종래의 조직과 구별을 분명히 하고 있어 독자적인 사법, 행정 기관을 가지고, 경찰이나 재판소도 존재하는 소국가적인 성격을 가진다. 그 목적은, 이 세상에서 약한 사람을 말살하고, 아름다운 사람이나 우수한 인간들에 의한 유토피아(도그마 제국)를 건설하는 것이다. 인간태의 수령이 괴인(개조 인간인지 아닌지는 명확하지 않다)으로 변신하는 것이나, 대간부 외에 수령을 보좌하는 친위대가 존재하는 것 등, 전작까지의 적조직과 비교해 특징적인 점이 많다. 심볼 마크는 「게돈」과는 달리 「옆 얼굴의 까마귀」를 본뜨고 있어서, 테라 마크로=카이저 크로우(까마귀)였던 것은 그 때문에라고 생각된다. 수많은 작전을 슈퍼 1에 의해서 저지당해 메가르 장군도 잃은 테라 마크로는 카이저 크로우 상의 피를 받아 카이저 크로우가 되어 슈퍼 1에게 도전하지만 쓰러져 마침내 도그마 왕국은 괴멸한다. 그러나 B26 암흑 성운에서는 새로운 조직이 벌써 지구에 다가오고 있었다.
- 수령

- - 테라 마크로 / 카이저 크로우

도그마의 지배자로 노인의 용모를 하고 있다. 그 정체는 네오 쇼커 대수령과 같이 B26 암흑 성운에서 온 우주 생명체. 다만, 후에 출판된 가면 라이더 매거진에서 테라 마크로는 겐카이 노사의 사형이고, 스승을 죽여 하늘을 나는 불의 차가 있는 곳을 나타낸 지도를 빼앗아 갔다는 설정이 밝혀졌다. 이것은 영화에 대해 설명될 것이었지만 시간 사정에 의해 생략되어 도그마가 왜 하늘을 나는 불의 차에 대해서 알고 있었는지 불명료하게 되어 버렸다. 방울 소리와 함께 모습을 드러내 명령을 내린다. 국내 모처의 영산에 있는 궁전에서 친위대에 보호받으며 옥좌에 앉아 전황을 지켜보고 있어서, 최종 결전때까지 거기서 움직이는 경우는 거의 없었다. 또, 겐카이 노사에게 필적할 정도의 권법의 달인으로, 지옥곡으로 불리는 장소에 도장을 가지고 있다. 더욱이 방울 소리를 사용해 부하를 괴롭혀 벌을 준다. 지상에 도그마의 이상향을 쌓아 올리는 것이 목적으로, 우수하다고 인정하지 않은 인간은 그 존재조차 허락하지 않는다. 도그마 내에서는 절대적인 카리스마를 자랑하고 있어서, 괴인들 대부분은 단말마에 「테라 마크로」라고 외칠 정도이다. 최종 결전에서, 궁전에 침입 한 슈퍼 1과 싸우기 위해서, 도그마의 수호신 카이저 크로우의 상에 흐르는 피를 받아 불사신의 몸을 얻어, 괴인 카이저 크로우로 변신. 겐카이 노사나 벤케이 등, 적심사의 구성원을 말살해, 슈퍼 1도 아슬아슬한 상황까지 몰렸다. 그러나, 피를 받았을 때에 오른쪽 어깨에 까마귀가 앉아 있어서, 그곳만 불사신이 되지않은 것을 간파당해 버렸다. 도그마에서는 성스러운 새로 여겨지던 그 까마귀는 진 도그마의 악마 원수가 보낸 스파이였던 것이다. 오른쪽 어깨를 중점적으로 공격받아 약해진 끝에 슈퍼 라이더 월면 킥을 맞고, 도그마 불멸을 외치면서 폭사했다.
다음 조직인 진 도그마도 같이 B26 암흑 성운 출신이었지만, 특별히 관련성은 밝혀지지 않았다.
- 친위대

테라 마크로를 호위하는 테라 마크로 직속의 근위병. 항상 테라 마크로의 곁에서 대기하고 때로는 제왕의 의사의 대변자가 된다. 메가르 장군보다 위(혹은 대등)의 지위에 있는 것 같고, 메가르 장군을 업신여기거나 작전에 트집을 잡거나 하는 일도 있어, 장군과의 사이에는 항상 긴박한 공기가 흐르고 있다. 비교적 높은 전투력을 가져, 검이나 창, 활과 화살을 사용해서 무장해서, 오키 카즈야와도 호각에 싸웠다. 최종 결전 시에도 활과 화살로 벤케이를 사살하지만, 그 직후에 겐카이 노사에 의해서 전원 쓰러졌다.
- 간부

- - 메가르 장군

도그마의 간부. 테라 마크로에게 충성을 맹세하고, 괴인들을 지휘하고 있다. 테라 마크로가 등장하지 않는 회에서는 실질상의 최고 사령관으로 그려지고 있었다. 자신의 그림자 무사를 여럿 준비하고 있어, 괴신사로 변장하고 시내에 숨어들기도 했다. 애마 바라가를 타고, 검을 사용한 기마전을 행한다. 그 정체는 5년 전에 소식을 끊은 국제 우주 개발 연구소의 과학자 · 오쿠자와 마사토. 오키 카즈야 이전에 혹성 개발용 개조 인간의 피험자로 지원했지만, 개조 수술은 실패해 보기 흉한 괴인이 되어버린다. 절망한 나머지 자살하려 하다가 테라 마크로에게 꾀여 인간들에게 복수하기 위해 도그마에 가담했다. 그 뒤에는 도그마의 장군으로서 여러 가지 악행을 저지르고 있었지만, 약혼자 · 이케가미 타에코의 사진이 들어간 로켓은 계속 가지고 있었다. 최후에는 스스로 출진해, 괴인 사신 버팔로로 변신해 슈퍼 1에 결전을 신청했다. 거기에 과거의 약혼자 · 타에코가 나타나 슈퍼 1과 함께 「지금의 기술이라면 원래대로 돌아갈 수 있다」라고 설득한다. 그러나, 그의 두부에 심어져 있던 복종 캡슐의 영향으로, 완전하게 자아를 빼앗겨 타에코를 살해해 버린다. 그 직후에, 슈퍼 1의 슈퍼 라이더 섬광 킥을 맞아 폭사했다.
- - 사신 버팔로

메가르 장군이 변신한 괴인. 그 정체는 미숙한 기술 때문에 보기 흉한 모습이 된 혹성 개발용 개조 인간으로, 두부에는 도그마의 복종 캡슐이 심어져 있다. 30t의 충격을 자랑하는 숄더 어택과 철구를 무기로서 도그마의 괴인 묘지에서 슈퍼 1에 결투를 신청했다.
- - 진 도그마

도그마 왕국 괴멸 후에 나타난, 악마 원수와 부하인 4간부에 의해서 지배되는 새로운 조직. 도그마 왕국과 같이 B26 암흑 성운에서 온 침략자로, 기물 · 일용품을 모티프로 한 괴인(개조 인간인가 기계 생명체인가는 불명)을 조종한다. 조직의 3대 원칙으로서 「폭력, 약탈, 파괴」를 내걸고, 「진 도그마를 거역하는 사람은 즉시 죽여라. 필요한 것은 약탈하고, 불필요한 것은 모두 파괴하라」라고 하는 진 도그마 헌법에 근거해, 지구 정복을 기도한다. 진 도그마의 마크는 알파벳의 J를 모티프로 하고 있다. 또한 극중에서는 명확하고 나오지 않았지만, 진 도그마는 원래 도그마 왕국에 속해있던 자 가운데, 도중에 도그마로부터 분열한 세력에 의해서 결성되었다고 하는 설정이 존재한다.
복수의 대간부가 레귤러로서 동시에 행동하는 패턴은 가면라이더 시리즈에서는 처음.
이하의 수령이나 간부들은 개조 인간은 아니고 전혀 다른 종의 우주인이나 다른 존재가 아닐까 라는 설도 있다.
- 수령

- - 악마 원수

진 도그마의 지배자로, 테라 마크로와 같이 B26 암흑 성운에서 온 우주 생명체. 성격은 냉혹비정하기 그지없고, 인간보다 기계를 절대적으로 믿고 있어서, 스스로의 몸도 기계화하고 있다. 4대 간부를 인솔해 비정한 암약을 차례차례 실행시키지만, 간부들의 어린 애같은 공명(功名) 다툼에는 기가 막힌 표정을 보일 때도 있다. 그 정체는 다두사의 괴인 사탄 스네이크. 최종화에서 후지의 수해에 재건된 국제 우주 개발국을 급습, 마녀 참모와 함께 우주선 주피터 슈퍼 1호를 강탈해, 이것을 사용해 우주에서 지구를 공격하려고 한다. 슈퍼 1을 공기가 없는 밀실에 가두어 질식시키려고 했지만, 우주용으로 만들어진 슈퍼 1에는 통하지 않았다.
- - 사탄 스네이크

악마 원수가 변신한 진 도그마 최후의 괴인. 다수의 뱀이 휘감긴 모습을 하고 있다. 신축자재인 뱀의 목으로 적의 몸을 붙잡아, 뱀의 양눈에서 스네이크 빔을 쏘아 공격한다. 최종화엣 변신해 슈퍼 1에 결전을 신청하지만, 빼앗긴 번개 전광검에 모든 목이 베여 날려진 끝에 몸을 관통당했다. 최후에는 슈퍼 1을 길동무로 하려고 했지만 실패, 폭사했다.
- 4대 간부

- - 마녀 참모

그 이름대로 마녀와 같이 요염한 모습을 하고 있고, 입부터 아래는 검은 베일로 가리고 있다. 강력한 요마술을 잘 구사하는 것 외, 변장술에도 뛰어나, 스스로 스파이 활동도 한다. 그 이름과 대로의 성인 여성적인 성격이며, 교활한 작전과 강력한 괴인을 구사해 슈퍼 1을 괴롭혔다. 가지고 있는 지팡이는 담뱃대나 화살침으로도 사용할 수 있다. 잔인한 성격이면서 다른 간부들에게 작전을 비난 당했을 때에 「셧 업(닥쳐)」이라며 감정적으로 되는 등, 어딘가 코믹컬한 면이 있고, 그 외에 연기하는 개그 씬도 또 여성적이다. 진 도그마 간부들에게 빙수를 오후 간식으로서 내놓는 씬 등도 있어, 식사의 준비 등은 요괴 왕녀보다 살림꾼 티가 나는 일면도 보였다. 최종화에서로 악마 원수와 함께 국제 우주 개발국을 점거, 괴인 마죠(마녀)린가로 변신했다.
- - 마죠린가

마녀 참모가 변신한 초A급 괴인. 거대한 나비로 변신하는 것 외에, 초능력으로 암석을 날린다. 악마 원수가 빌려 준 번개 전광검으로 슈퍼 1을 습격해 괴롭혔지만, 반대로 그 검으로 목을 관통당했다. 최후에는 원래의 모습으로 돌아와, 진 도그마의 영광을 외치면서 폭사했다.
- - 유령 박사

괴인의 제조를 담당하고 있는 노과학자이지만, 전선에서 지휘를 하는 경우도 있다(구두에 까다로운 패션이다). 괴위한 용모에 반하여, 그 성격은 꽤 얼간이로, 시간이나 숫자에 섬세한 면이 코믹컬하게 묘사되었다. 또 식탐이 강하거나 탐욕스러운 일면, 어린 애 같은 일면도 있다. 전신이 희고, 왼팔과 오른다리를 기계화하고 있어서, 유체를 조종하는 능력도 가진다. 47화에서 초A급 괴인 골드 고스트로 변신.
- - 골드 고스트

유령 박사가 변신한 초A급 괴인. 기계적인 외관을 가진다. 붉은 왼쪽 눈은 자신의 환영을 비추는 장치가 되어 있다.무기는 왼팔에서 발사하는 로켓탄. 우주산의 금색의 맹독 곰팡이를 도내에 내리게 해 황금병을 만연시키는 한편, 사람들에게 황금병에 감염 된 카즈야가 감염원이라고 바람을 잡아, 사람들에게 카즈야를 말살시키게 하기 위해서 잡게 했다. 그러나, 카즈야는 타니 일행에 의해서 구해져 슈퍼 1의 반격을 받는다. 최후에는 레이다 핸드의 레이다 아이를 맞아 치명상을 입은 곳에 슈퍼 라이더 천공 연속 킥을 맞아 원래 모습으로 돌아와, 스스로의 죽음을 인정하지 않는 유언을 남기고 폭사했다.
- - 도깨비불(귀화) 사령

인골을 모티프로 한 옷을 입고 있다. 전자 에너지를 화염으로 바꾸어, 지팡이에서 발사한다. 호기, 공격적이고 급한 성격이지만, 부하를 그럴 마음이 들게 만들어 능숙하게 사용해, 인정한 인물에게는 응양한 일면을 보이는 등 무인적인 기질의 인물이다. 지휘하는 괴인에게도 그 성격이 반영된 것이 많다. 그 정체는 진 도그마의 초A급 괴인 오니비(도깨비불)빈바. 46화에서 암살 부대 「야광충」을 인솔해 슈퍼 1을 급습. 이 공격으로 슈퍼 1의 시신경 메카를 손상시켰다. 그 직정적인 성격으로 인해, 다른 대간부들에 비하면 작전의 밀도가 엉성했다.
- - 오니비빈바

도깨비불 사령이 변신한 진 도그마 초A급 괴인. 요괴 왕녀와 함께 슈퍼 1을 말살하려고 했다. 무기는 큰 낫과 등의 오니비빈바 바주카포, 오른 팔을 변형시킨 화염 방사기. 사탄 돌과 함께 슈퍼 1을 꾀어내어 쓰러뜨리려고 하지만, 시력을 되찾은 슈퍼 1의 슈퍼 라이더 수평선 킥에 의해서 쓰러졌다.
- - 요괴 왕녀

얼굴에 나비를 본 뜬 마스크를 쓴 여성 간부. 변덕스럽고 장난을 좋아하는 성격이라, 작전도 장난반으로 행하고 있다. 인간의 미녀로 변했지만, 그 이전의 그녀 자신의 원래 상태에서도 스타일은 발군이다. 프라이드도 강하고, 자신을 욕보인 사람은 용서하지 않는다. 악마 원수나 다른 3대 간부에 비하면, 진 도그마가 목표로 하는 공포 정치등이 속된 목표에는, 그렇게 흥미가 없는 듯한 태도도 보이고 있었다. 46화에서 초A급 괴인 돌로서의 정체를 드러냈다.
- - 사탄 돌

요괴 왕녀가 변신한 초A급 괴인. 강대한 염동력으로 슈퍼 1의 육체도 조종하고, 순간 이동 능력으로 상대를 번농한다. 프랑스 인형으로 변신해, 타니 모터샵에 잠입, 타니 일행에게 상처를 입혔다. 그리고 주니어 라이더대를 인질로 잡아, 오니비빈바와 함께 실명한 슈퍼 1을 쓰러뜨리려고 하지만, 슈퍼 라이더 수평선 킥에 도리어 당했다. 가벼운 성격처럼 보이고, 심지가 강한 부분이 있어, 괴인체 변신 후에도 자신의 신념으로, 끝까지 타도 가면 라이더 슈퍼 1이라며 자신의 원한을 푸는 일을 포기하지 않고 , 그것을 유언으로서 남겼다.
괴인태는 인형이 아니고, 요괴 왕녀 역의 요시자와 본인 연기하고 있다(다만, 소리는 다른 사람의 더빙이다).

## 출연진

### 주연, 주조연
- 오키 카즈야: 타카스기 슌스케
- 타니 겐지로우: 쓰카모토 노부오
- 겐카이 노사: 고다 무네마루
- 코즈카 마사오(초로): 사토 테루
- 쿠사나미 료우: 하야카와 가쓰야
- 쿠사나미 하루미: 다나카 유미코
- 벤케이: 니시야마 겐지
- 헨리 박사: 오오츠키 울프
- 메가르 장군: 이이지마 신타로
- 수령 악마 원수: 카지 켄타로
- 마녀 참모: 요시다 아키코
- 유령 박사: 오카다 미치아키
- 도깨비불(귀화)사령: 다나카 토시키
- 요괴 왕녀: 요시자와 리에코

## 주제가
주제가
『가면라이더 슈퍼-1』
- 가수:타카스기 슌스케, 메뚜기`73

엔딩 테마
『불을 뿜는 라이더 주먹』
- 가수:타카스기 슌스케, 메뚜기`73

『주니어 라이더대의 노래』
- 가수:미즈키 이치로, 메뚜기`73, 콜롬비아 요람단

| 이전 가면라이더 (스카이라이더) (1979년 10월 5일 ~ 1980년 10월 10일) | 제7대 1980년대 가면라이더 시리즈 1980년 10월 17일 ~ 1981년 9월 26일 | 다음 가면라이더 ZX (1984년 1월 4일) |